# Mach (jądro)
Mach (ang. Mach kernel) – jądro dla systemów operacyjnych opracowane na amerykańskim Uniwersytecie Carnegie-Mellon. Projekt rozwijany tam był w latach 1985–1994 i skończył się na wersji 3.0. Dalej rozwijany był na Uniwersytecie Utah, gdzie opracowano wersję 4.

## Charakterystyka
Od początku projektu dążono do usunięcia z jądra jak największej liczby elementów, które nie były niezbędne do jego działania. Do wersji 2.5 włącznie jądro posiadało warstwę wyższego poziomu, która zawierała API zgodne z Uniksem BSD. Wersja 3.0 była już mikrojądrem, w którym warstwę BSD usunięto poza jądro (działało w przestrzeni użytkownika). Dodano w niej także mechanizm kontynuacji. Pliki wykonywalne dla Macha są w formacie Mach-O.
Mach jest architekturą zapewniającą:
- obsługę wieloprocesowości zarówno w jednej maszynie, jak i poprzez sieć,
- obsługę wielu aplikacji pracujących w trybie wielozadaniowości z wywłaszczeniem,
- wielowątkowość działania aplikacji,
- bezpośrednią komunikację międzyprocesową,
- bezpieczną ochronę pamięci.

Znacznie rozbudowano komunikację międzyprocesową (IPC) opierając ją na komunikatach, czyli zestawach danych, oraz portach, czyli kolejkach komunikatów. Wykorzystują je nie tylko procesy użytkownika, ale także samo jądro i jest podstawowym mechanizmem komunikacji. Rozwiązywało to wiele problemów dotykających oryginalnego IPC Uniksa, ale jednocześnie było znacząco wolniejsze.

## Wpływ
Mach stał się podstawą do rozwoju takich projektów informatycznych jak:
- OSF/1[5]
- GNU/Hurd[6][4]
- NeXTStep[7]
- nieukończony system Rhapsody firmy Apple Computer[2]
- jądro XNU w systemach Darwin i Mac OS X[2] – współtwórcą systemu jest dr Avie Tevanian, były pracownik naukowy Uniwersytetu Carnegie-Mellon.
- MkLinux[8][4]

Wprowadzony w Machu sposób zarządzania pamięcią wirtualną został później przyjęty w systemie BSD 4.4 oraz jego pochodnych.